# Durmersheim
Durmersheim è un comune tedesco di 12 094 abitanti, situato nel land del Baden-Württemberg.